# Березовка (Барановицький район)
Березовка (біл. Бярозаўка) — село в Білорусі, у Барановицькому районі Берестейської області. Орган місцевого самоврядування — Ліснянська сільська рада.

## Населення
За переписом населення Білорусі 2009 року чисельність населення села становила 51 особа.